# لوبابلاتين
لوبابلاتين هو مضاد أورام بلاتيني مقر الاستعمال حصرا في الصين لعلاج سرطان الخلايا الصغيرة سرطان الثدي المنتقل [الإنجليزية]
 غير القابل للعلاج للجراحة وابيضاض المحببات المزمن. ويعد الدواء ضمن الجيل الثالث مقارنة بسيسبلاتين والذي كان أول مضاد أورام بلاتيني مقر وشائع الاستعمال.